# Frielendorf
Frielendorf est une municipalité allemande située dans l'arrondissement de Schwalm-Eder et dans le land de la Hesse. Elle se trouve à 9 km au sud-ouest de Homberg (Efze).